# Odinofagia
La odinofagia (del griego οδυνη [odynē] "dolor" y φαγος [fagos] "que come") es el término médico para describir el síntoma consistente en un dolor de garganta producido al tragar fluidos, frecuentemente como consecuencia de una inflamación de la mucosa esofágica o de los músculos esofágicos.
La intensidad del dolor puede ser desde leve hasta tan severo que los pacientes ni siquiera pueden tragar su propia saliva. Dependiendo de la intensidad, puede llegar a producir disfagia.

## Diagnóstico
Un dolor de garganta generalmente ocurre debido a su irritación o la inflamación. La causa más común (80 %) es la faringitis aguda viral, una infección viral de la garganta. Otras causas incluyen otras infecciones (tales como la faringitis estreptocócica), los traumatismos y los tumores. La enfermedad de reflujo gastroesofágico (ácido) puede causar que el ácido del estómago regrese a la garganta y también convertirse en un dolor de garganta.
En los niños la faringitis estreptocócica es la causa del 37 % de los dolores de garganta.
Además, como causa también se pueden encontrar afecciones dentales tales como pericoronaritis, estomatitis y cirugías de terceros molares, por ejemplo. Cabe destacar que la formación de pseudomembranas en la mucosa orofaríngea a causa de la difteria, donde se acantona el Corynebacterium diphteriae, acarrea síntomas de odinofagia.

## Manejo
Medicamentos para el dolor tales como antiinflamatorios no esteroideos (AINE) y el paracetamol (acetaminofén) ayuda en el manejo del dolor. El uso de corticosteroides parece aumentar la probabilidad de resolverlo y de reducir el nivel de dolor. Los antibióticos acortan la duración de los síntomas de dolor por un promedio de alrededor de un día.
La Clínica Mayo aconseja hacer gárgaras con agua tibia con sal y reposar la voz.[cita requerida] Sin tratamiento, los síntomas suelen durar de dos a siete días.

## Epidemiología
Aproximadamente el 7,5 % de las personas tienen un dolor de garganta en cualquier momento durante un período de tres meses.
En los Estados Unidos hay alrededor de 2,4 millones de visitas al año al departamento de emergencia por molestias relacionadas con el dolor de garganta.